# العالم السوري
العالم السوري وهي مجلة مخصصة للاحتفال ونشر الثقافة في سوريا، والتي كانت في ذلك الوقت تتألف وتشير إلى دول بلاد الشام، سوريا، ولبنان والأردن ودولة فلسطين. وكانت أول مجلة باللغة الإنجليزية في الولايات المتحدة الأمريكية، والتي أنشأها مهاجر سوري. كان المقر الرئيسي للمجلة في مدينة نيويورك.

## التاريخ
تأسست عام 1926 على يد الصحفي والمفكر اللبناني الأمريكي سلوم مكرزل. طُبعت المجلة بالكامل باللغة الإنجليزية. أسس سلوم المجلة كمطبوعة غير طائفية وغير حزبية تسعى إلى تثقيف الجيل الأول من الأمريكيين السوريين بتراثهم الثقافي العريق، وتعزيز روابطهم بثقافتهم. في السنة الثانية من نشرها، 1927، كان الإصدار الواحد يكلف 50 سنتا، وكان الاشتراك السنوي يكلف القارئ 5 دولارات. على الرغم من شعبيتها الكبيرة عند تأسيسها، فقد ثبت أنه من الصعب أن تظل مستمرة خلال فترة الكساد الكبير، وتوقفت عن النشر في عام 1932، لكن بعد عام 1932 تحولت إلى صحيفة أسبوعية.

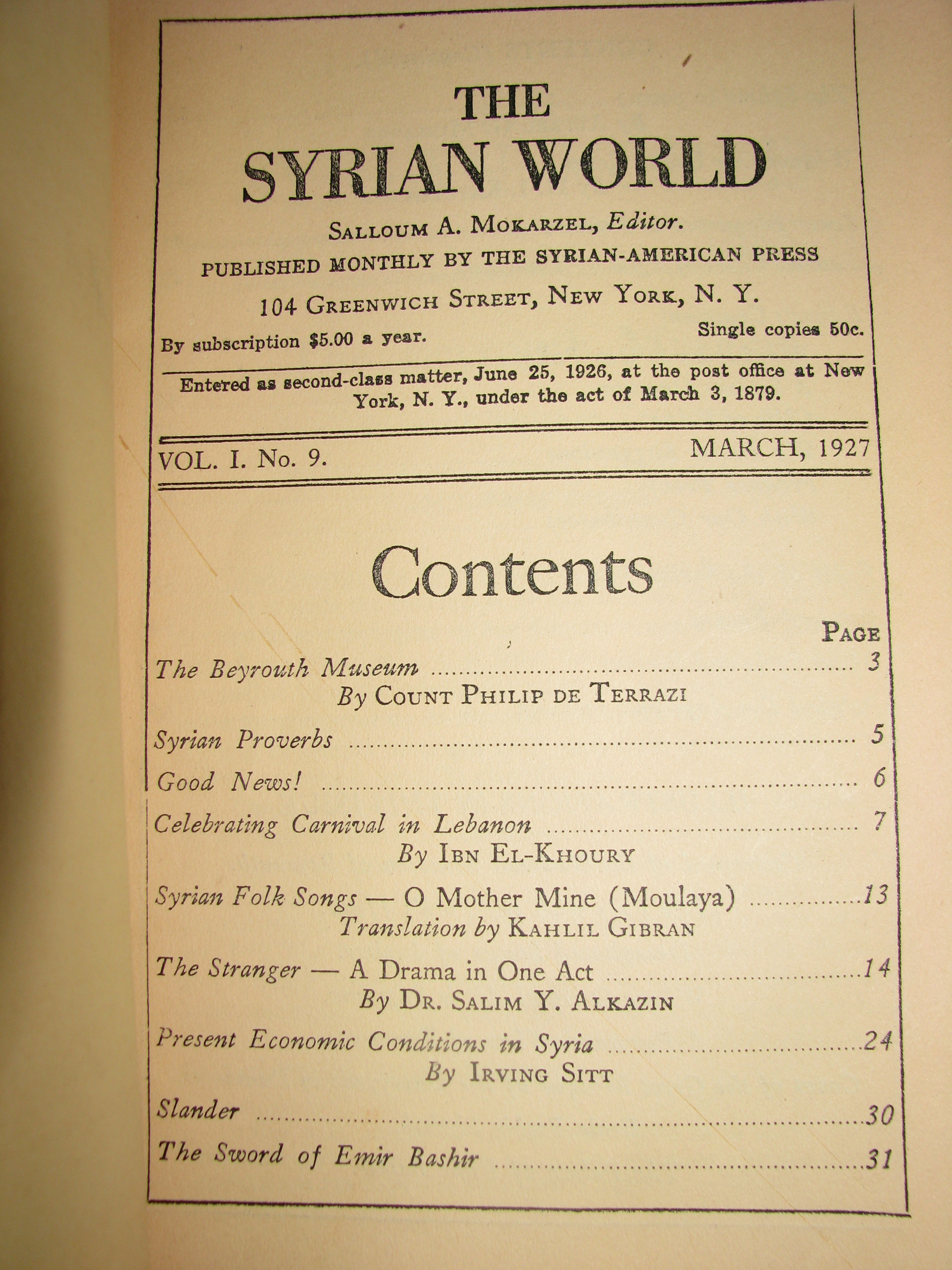
جدول المحتويات، عدد مارس 1927